# 2015年ネパール・インド間国境封鎖

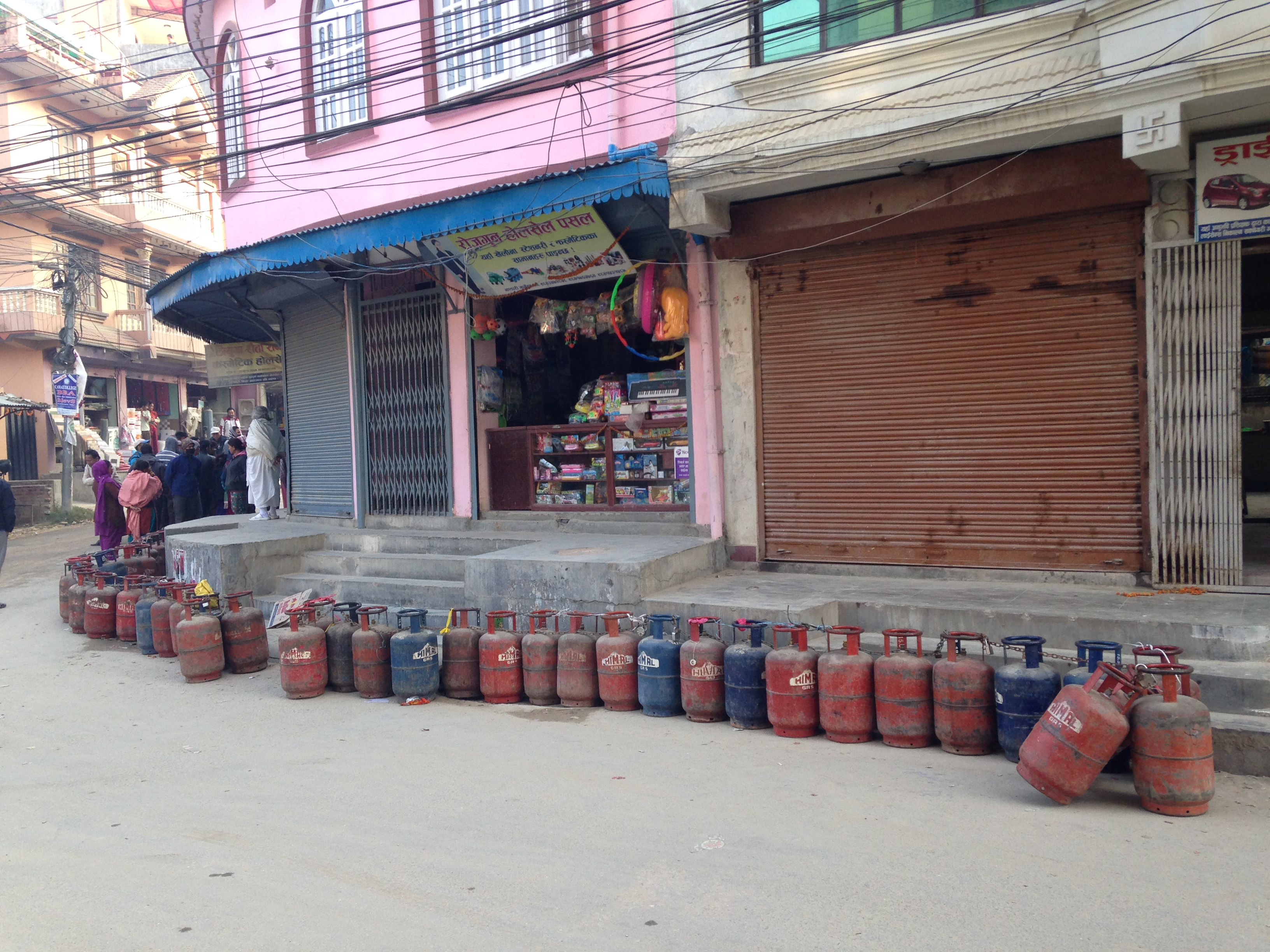
路上に並べられたガスボンベ

ネパール・インド間の国境封鎖は、ネパールとインドの国境において2015年9月24日から2016年2月5日まで続いた混乱。ネパールの憲法改正に対する抗議として同国南部に居住するインド系の少数民族マデシがインドとの国境検問所付近で座り込みを行い、物流が滞る状態が続いた。
内陸国であるネパールは当時、石油の「すべて」をインドから輸入しており、封鎖によって石油の輸入が事実上停止となった。この燃料不足は学校、商店、公共交通機関の閉鎖を招いた。
また、医薬品の不足など医療にも深刻な影響を及ぼした。UNICEFやオックスファムは2015年11月、封鎖がネパールに大規模な健康危機をもたらす恐れがあり、数百万人に影響を及ぼす可能性があると警告した。
中国政府は緊急支援として燃料1000トンを提供した。
封鎖は同年4月のネパール地震発生から間もない時期に起きたため、人道支援活動にも深刻な影響を及ぼした。被災者に対する食料や住居などの重要な支援物資の供給も妨げられた。
ネパールの首相K.P.シャルマ・オリは、インド政府による実質的な国境封鎖であり国連憲章などに違反するとして早急な解除を求めた。一方でインド政府は、国境地帯における抗議運動には関与しておらず、貨物業者が治安上の懸念から業務を行えないことが原因であると主張した。。